# Richard Bellman
Richard Ernest Bellman (né le 29 août 1920 à Brooklyn et mort le 19 mars 1984 à Los Angeles) est un mathématicien américain. Il étudia les mathématiques appliquées. Célèbre pour diverses contributions dans plusieurs domaines des mathématiques, il est surtout l'inventeur de la programmation dynamique, qui résolut à son époque de façon inespérée l'optimisation des sommes de fonctions monotones croissantes sous contraintes.

## Carrière
Bellman a fait ses études de mathématiques à l'université de Brooklyn et à l'université du Wisconsin. Il a ensuite travaillé pour un groupe d'étude en physique théorique au Laboratoire national de Los Alamos, et a préparé sa thèse de doctorat à l'université de Princeton en 1946 sous la direction de Solomon Lefschetz.
Il a enseigné à l’université du Sud de la Californie, et a été membre de l’Académie américaine des arts et des sciences (1975), et de l’Académie nationale d'ingénierie américaine (1977). Il s'est vu  décerner l’IEEE Medal of Honor en 1979 « en reconnaissance de ses contributions à la théorie de la décision et à la théorie du contrôle optimal, notamment par la création et les applications de la programmation dynamique ». Il reçoit le prix de théorie John-von-Neumann en 1976.
L’algorithme de Ford-Bellman permet de déterminer les plus courts chemins à partir d'un sommet dans un graphe orienté pondéré quelconque (l’algorithme de Dijkstra, plus rapide, impose des poids positifs).
Dans son ouvrage Dynamic programming paru en 1963, Bellman étrille l'obsession des statisticiens de son époque pour les estimateurs sans biais en illustrant cela par le poème Hiawatha où un jeune Amérindien, qui disperse toutes ses flèches autour d'une cible alors que ses camarades la touchent, se retrouve à questionner in fine l'intérêt d'un estimateur sans biais compte tenu du prix à payer par une plus grande variance.
Évoquant l'explosion combinatoire du coût de résolution d'un problème lorsqu'on se donne une inconnue supplémentaire (c'est-à-dire un degré de liberté supplémentaire, ou, d'un certain point de vue, une dimension d'espace supplémentaire), Bellman a lancé l'expression « fléau de la dimension » (Curse of dimensionality).
Il meurt d'une crise cardiaque le 19 mars 1984.